# 寡齿蛤科
寡齿蛤科（学名：Sareptidae）为弯锦蛤目的一个科。

## 下级分类
本属包括以下物种：
- Aequiyoldia Soot-Ryen, 1951
- 寡齿蛤属 Sarepta A. Adams, 1860
- Setigloma Schileyko, 1983